# لاو فیلد
لاو فیلد (به انگلیسی: Love Field) نام فیلم درامی است که در سال ۱۹۹۲ به کارگردانی جاناتان کاپلان ساخته شد. این فیلم مثالی از بازنمونِ حادثهٔ ترور جان اف کندی به‌شمار می‌رود. میشل فایفر موفق شد برای بازی در لاو فیلد در رشتهٔ بهترین بازیگر نقش اول زن نامزد دریافتِ جایزه اسکار شود.

## خلاصهٔ داستان
در نوامبر ۱۹۶۳، لورن، زنی خانه‌دار در دالاس (با بازیِ میشل فایفر)، به‌خاطر از دست دادنِ فرزندش، ارتباط عاطفی عجیبی با ژاکلین کندی اوناسیس احساس می‌کند. او با دانستنِ این‌که رئیس‌جمهور کندی به دالاس سفر خواهد کرد، به فرودگاه لاو فیلد می‌رود تا شاید بتواند لحظه‌ای ژاکلین را از دور ببیند.